# Крейг, Джойс
Джойс Крейг (англ. Joyce Craig) — американский политик. Мэр Манчестера (Нью-Гэмпшир) со 2 января 2018 года. Первая женщина в этой должности, избранная в 2017 году.

## Биография
Первая политическая кампания Крейг началась в 2007 году, когда она была избрана в школьный совет Манчестера. В 2009 году она была избрана в Совет мэров и олдерменов, где она представляла палату № 1 до своей первой кампании мэра в 2015 году. Крейг заняла второе место на беспартийных общих предварительных выборах и участвовала во всеобщих, на которых проиграла в 64 голоса действующему мэру Манчестера Теду Гатсасу.
В 2017 году Крейг снова баллотировалась в мэры, на этот раз выиграв на беспартийных предварительных выборах и победив Гатсаса на всеобщих с 53 % голосов. Таким образом, Крейг стала первой женщиной, избранной мэром Манчестера.
Её инаугурация состоялась 2 января 2018 года. В своей речи она заявила: «Для меня большая честь выступать с этой трибуны, построенной сильными, независимыми, умными молодыми женщинами, в качестве первой женщины-мэра Манчестера».

## Личная жизнь
Джойс замужем за адвокатом Майклом Крейгом. У них трое детей: Уильям, Сара и Кэтрин.